# Замок Валансе
Замок Валансе (фр. Château de Valençay) — один из замков Луары, охраняемых ЮНЕСКО как Всемирное наследие. Выдающийся памятник архитектуры Возрождения и французского (мансаровского) классицизма с роскошной анфиладой интерьеров в стиле ампир, созданных при самом знаменитом владельце шато — Талейране. Расположен в одноимённой коммуне департамента Эндр.

## История
Ныне существующий замок построен в подражание Шамбору финансистами Этампами на месте снесённой крепости XII века. Строительство началось в 1540 году и затянулось до XVIII века. Несмотря на разновременность построек, в совокупности они образуют органическое единство.
В 1719 году шато приобрёл богатейший шотландский финансист Джон Ло, после чего сменилось ещё немало владельцев, прежде чем усадьба на 150 лет стала главной резиденцией аристократического рода Талейранов. Глава французской дипломатии приобрёл её в 1803 году по приказу Наполеона, который желал иметь подобающее по своему величию место для приёма иностранных послов. В течение 6 лет здесь содержался низложенный испанский король Фердинанд VII. Слава талейрановского повара Карема, который творил в Валансэ, гремела по всей Европе.
После смерти дипломата (здесь же и похороненного) усадьбой владели потомки его брата, последний из которых умер в 1952 году. Они старались поддерживать обстановку, созданную в замке трудами их знаменитого предка. Регулярный парк вокруг замка был разбит в начале XX века. Во время Второй мировой войны герцог Талейран укрывал в своей усадьбе такие сокровища Лувра, как Венера Милосская и Ника Самофракийская. В качестве номинального герцога Сагана он считался медиатизованным германским подданным и потому мог не опасаться обысков гестапо.
В 1979 году замок поступил во владение ассоциации исторических замков Франции. Для привлечения туристов здесь был открыт музей старинных автомобилей, а в парк были выпущены ламы, павлины и другие экзотические животные.